# رالف كونور
رالف كونور هو كاتب كندي، ولد في 13 سبتمبر 1860 في United Counties of Stormont, Dundas and Glengarry ‏ في كندا، وتوفي في 31 أكتوبر 1937 في وينيبيغ في كندا.

## وصلات خارجية
- رالف كونور على موقع الموسوعة البريطانية (الإنجليزية)
- رالف كونور على موقع إن إن دي بي (الإنجليزية)